# غيرلي جازاما
غيرلي شارلين جازاما (بالإنجليزية: Girley Charlene Jazama)‏ هي مُمثلة وكاتبة سيناريو ومُنتجة أفلام ناميبية.

## أفلامها
| السنة | عنوان الفيلم بالعربية    | العنوان الأصلي                      | الدور         | ملاحظات          |
| ----- | ------------------------ | ----------------------------------- | ------------- | ---------------- |
| 2019  | باكسو والعمالقة          | Baxu and the Giants                 | مُنتجة         |                  |
| 2019  | الخط الأبيض              | The White Line                      | سيلفيا        | المُمثلة الرئيسية |
| 2012  | 100 دولارات              | 100 Bucks                           |               |                  |
| 2009  | الحُب والرضع وسحر أفريقيا | Liebe، Babys und der Zauber Afrikas | شولرين        |                  |
| 2008  | الروابط التي تربط        | The Ties that Bind                  | كاتبة سيناريو |                  |

## روابط خارجية
غيرلي جازاما على موقع IMDb (الإنجليزية)
- غيرلي جازاما على موقع قاعدة بيانات الفيلم (الإنجليزية)